# Lachaisea imerinensis
Lachaisea imerinensis är en stekelart som först beskrevs av Jean Risbec 1956.  Lachaisea imerinensis ingår i släktet Lachaisea och familjen fikonsteklar. Inga underarter finns listade i Catalogue of Life.